# Michael Hordern
Sir Michael Murray Hordern (Berkhamsted, 3 ottobre 1911 – Oxford, 2 maggio 1995) è stato un attore britannico.
Nel 1983 fu insignito del titolo di Cavaliere dell'Ordine dell'Impero Britannico, come massimo riconoscimento per il servizio reso al teatro.

## Biografia
Hordern nacque a Berkhamsted, nell'Hertfordshire, fu educato al Brighton College, insieme al fratello Peter. All'età di dieci anni debuttò come attore amatoriale al People's Theatre di St. Pancras. Fece diversi lavori, insegnante a scuola e successivamente commesso viaggiatore, in giovinezza la sua professione prevalente. Nel 1937 debuttò da attore professionista al People's Palace, nell'est di Londra, in un ruolo minore dell'Otello, e l'anno successivo entrò a far parte della compagnia teatrale del Little Theatre di Bristol. Qui conobbe e sposò l'attrice Eve Mortimer, morta nel 1986, dalla quale ebbe una figlia, Joanna.
Grande interprete shakespeariano, si formò artisticamente alla Royal Shakespeare Company di Stratford-upon-Avon e a Londra, divenendo poi uno dei maggiori interpreti all'Old Vic, nel West End di Londra, dotato di una grande presenza scenica e di un notevole timbro di voce. Ricoprì spesso ruoli da caratterista nelle opere di Shakespeare, come Jacob in Come vi piace, Cassio nel Giulio Cesare, Polonio nell'Amleto, Malvolio ne La dodicesima notte, il patriarca della famiglia Capuleti in Romeo e Giulietta, Lafeu in Tutto è bene quel che finisce bene.
Hordern si misurò anche con altri grandi autori (Strindberg, Čechov, Ibsen, Arthur Wing Pinero, Harold Pinter, Dürrenmatt, Edward Albee, Alan Ayckbourn, David Mercer e Tom Stoppard).
La sua più grande interpretazione fu nel Re Lear, al Nottingham Playhouse, nel 1970, diretto da Jonathan Miller. Lo stesso Miller lo diresse sempre nello stesso ruolo in altre due occasioni, nel 1975 e nel 1982 per la serie di adattamenti televisivi BBC Television Shakespeare. Altra grande performance fu nella parte di Prospero ne La tempesta, diretto da Tom Stoppard nel 1978, che replicò sempre per la BBC Television Shakespeare nel 1980.
Hordern morì nel 1995, all'età di 83 anni, a causa di una malattia renale. Il Brighton College gli ha reso omaggio dedicandogli una statua in bronzo.

## Cinema, televisione e radio
Hordern lavorò intensamente anche per il cinema, ricoprendo sempre ruoli di caratterista e interpretando circa una sessantina di film, tra i più famosi dei quali sono da ricordare Passaporto per Pimlico (1949), Lo schiavo dell'oro (1951), Il giardiniere spagnolo (1956), Affondate la Bismarck! (1960), El Cid (1961), Khartoum (1966), Le avventure di Alice nel Paese delle Meraviglie (1972), Gandhi (1982). Hordern partecipò inoltre ad otto film in cui il protagonista era Richard Burton, Alessandro il Grande (1956), Cleopatra (1963), International Hotel (1963), La spia che venne dal freddo (1965), La bisbetica domata (1967), Dove osano le aquile (1968), Anna dei mille giorni (1969), Il tocco della medusa (1978). È la voce narrante in Barry Lyndon (1975). 
Per la tv apparve per la prima volta nella serie televisiva Ghost Stories, adattamento dai racconti dello scrittore M. R. James, con la regia di Jonathan Miller. Negli anni ottanta prese parte a diverse produzioni per la serie di adattamenti BBC Television Shakespeare e apparve nella miniserie Shōgun (1980).
Per la radio, nel 1970, fu la voce narrante dei racconti di P. G. Wodehouse, la voce di Gandalf de Il Signore degli Anelli di Tolkien (1981) e Mago Merlino ne La spada nella roccia (1982) e nel 1991 per Le cronache di Narnia.
La sua ultima apparizione fu nel film per la tv Middlemarch, tratto da un romanzo di George Eliot.

## Filmografia parziale

### Cinema
- The Years Between, regia di Compton Bennett (1946)
- School for Secrets, regia di Peter Ustinov (1946)
- Carnefice di me stesso (My Own Executioner), regia di Anthony Kimmins (1947)
- Ragazze perdute (Good-Time Girl), regia di David MacDonald (1948)
- Strada senza ritorno (The Small Voice), regia di Fergus McDonell (1948)
- Nebbie del passato (Portrait from Life), regia di Terence Fisher (1948)
- Passaporto per Pimlico (Passport to Pimlico), regia di Henry Cornelius (1949)
- Lo spirito, la carne, il cuore (The Astonished Heart), regia di Anthony Darnborough e Terence Fisher (1950)
- Trio, regia di Ken Annakin e Harold French (1950)
- Estremamente pericoloso (Highly Dangerous), regia di Roy Ward Baker (1950)
- Flesh & Blood, regia di Anthony Kimmins (1951)
- Lo schiavo dell'oro (Scrooge), regia di Brian Desmond Hurst (1951)
- Tom Brown's School Days, regia di Gordon Parry (1951)
- Stupenda conquista (The Magic Box), regia di John Boulting (1951)
- Asso pigliatutto (The Card), regia di Ronald Neame (1952)
- Robin Hood e i compagni della foresta (The Story of Robin Hood and His Merrie Men), regia di Ken Annakin (1952)
- Il terrore di Londra (The Hour of 13), regia di Harold French (1952)
- Street Corner, regia di Muriel Box (1953)
- Grand National Night, regia di Bob McNaught (1953)
- La voce della calunnia (Personal Affair), regia di Anthony Pelissier (1953)
- L'incubo dei Mau Mau (The Heart of the Matter), regia di George More O'Ferrall (1953)
- Prigioniero dell'harem (You Know What Sailors Are), regia di Ken Annakin (1954)
- Il marchio del cobra (Forbidden Cargo), regia di Harold French (1954)
- Il grande flagello (The Beachcomber), regia di Muriel Box (1954)
- La scogliera della morte (The Night My Number Came Up), regia di Leslie Norman (1955)
- Il vendicatore nero (The Dark Avenger), regia di Henry Levin (1955)
- Sette mogli per un marito (The Costant Husband), regia di Sidney Gilliat (1955)
- Tempesta sul Nilo (Storm Over the Nile), regia di Zoltán Korda e Terence Young (1955)
- L'uomo che non è mai esistito (The Man Who Never Was), regia di Ronald Neame (1956)
- Alessandro il Grande (Alexander the Great), regia di Robert Rossen (1956)
- Pacific Destiny, regia di Wolf Rilla (1956)
- Il giardiniere spagnolo (The Spanish Gardener), regia di Philip Leacock (1956)
- Terra di ribellione (Windom's Way), regia di Ronald Neame (1957)
- L'affare Dreyfus (I Accuse!), regia di José Ferrer (1958)
- La battaglia segreta di Montgomery (I Was Monty's Double), regia di John Guillermin (1958)
- Avventura a Malaga (Moment of Danger), regia di László Benedek (1960)
- Affondate la Bismarck! (Sink the Bismarck!), regia di Lewis Gilbert (1960)
- Il primo uomo sulla Luna (Man in the Moon), regia di Basil Dearden (1960)
- El Cid, regia di Anthony Mann (1961)
- International Hotel (The V.I.P.s.), regia di Anthony Asquith (1963)
- Cleopatra, regia di Joseph L. Mankiewicz (1963)
- Una Rolls-Royce gialla (The Yellow Rolls-Royce), regia di Anthony Asquith (1964)
- Gengis Khan il conquistatore (Gengis Khan), regia di Henry Levin (1965)
- La spia che venne dal freddo (The Spy Who Came In from the Cold), regia di Martin Ritt (1965)
- Combattenti della notte (Cast a Giant Shadow), regia di Melville Shavelson (1966)
- Khartoum, regia di Basil Dearden (1966)
- Dolci vizi al foro (A Funny Thing Happened on the Way to the Forum), regia di Richard Lester (1966)
- La bisbetica domata (The Taming of the Shrew), regia di Franco Zeffirelli (1967)
- I ribelli di Carnaby Street (The Jokers), regia di Michael Winner (1967)
- Come ho vinto la guerra (How I Won the War), regia di Richard Lester (1967)
- Il complesso del sesso (I'll Never Forget What's Isname), regia di Michael Winner (1967)
- Prudenza e la pillola (Prudence and the Pill), regia di Fielder Cook (1968)
- Dove osano le aquile (Where Eagles Dare), regia di Brian G. Hutton (1968)
- Mutazioni (The Bed Sitting Room), regia di Richard Lester (1969)
- Anna dei mille giorni (Anne of the Thousand Days), regia di Charles Jarrott (1969)
- Possession (The Possession of Joel Delaney), regia di Waris Hussein (1972)
- Il pifferaio di Hamelin (The Pied Piper), regia di Jacques Demy (1972)
- Rose rosse per il demonio (Demons of the Mind), regia di Peter Sykes (1972)
- Le avventure di Alice nel Paese delle Meraviglie (Alice's Adventures in Wonderland), regia di William Sterling (1972)
- Oscar insanguinato (Theatre of Blood), regia di Douglas Hickox (1973)
- L'agente speciale Mackintosh (The MacKintosh Man), regia di John Huston (1973)
- Operazione su vasta scala (England Made Me), regia di Peter Duffell (1973)
- Juggernaut, regia di Richard Lester (1974)
- Barry Lyndon, regia di Stanley Kubrick (1975) - narratore
- In tre sul Lucky Lady (Lucky Lady), regia di Stanley Donen (1975)
- La scarpetta e la rosa (The Slipper and the Rose: The Story of Cinderella), regia di Bryan Forbes (1976)
- Joseph Andrews, regia di Tony Richardson (1977)
- Il tocco della medusa (The Medusa Touch), regia di Jack Gold (1978)
- La collina dei conigli (Watership Down), regia di Martin Rosen (1978) - voce
- Il missionario (The Missionary), regia di Richard Loncraine (1982)
- Gandhi, regia di Richard Attenborough (1982)
- Barbagialla, il terrore dei sette mari e mezzo (Yellowbeard), regia di Mel Damski (1983)
- Piramide di paura (Young Sherlock Holmes), regia di Barry Levinson (1985) - voce
- Labyrinth - Dove tutto è possibile (Labyrinth), regia di Jim Henson (1986) - voce
- L'agente Porter al servizio di sua maestà (The Trouble with Spies), regia di Burt Kennedy (1987)
- L'ora del tè (Diamond Skulls), regia di Nick Broomfield (1989)

### Televisione
- Missione segreta (Espionage) – serie TV, episodio 1x04 (1963)
- 1968 - Ghost Stories, serie TV
- 1971 - Il Tartufo (da Molière)
- 1975 - Paddington, serie TV
- 1978 - Romeo e Giulietta, BBC Television Shakespeare
- 1980 - La tempesta, BBC Television Shakespeare
- 1980 - Il vento dei salici, serie TV
- 1980 - Shōgun, miniserie TV
- 1981 - Tutto è bene quel che finisce bene, BBC Television Shakespeare
- 1982 - Re Lear, BBC Television Shakespeare
- 1986 - Il paradiso può attendere, serie TV
- 1987 - The Secret Garden
- 1994 - Middlemarch, serie TV

## Doppiatori italiani
- Manlio Busoni in Asso pigliatutto, International Hotel, Khartoum, La bisbetica domata
- Roberto Villa in Dove osano le aquile, Anna dei mille giorni
- Bruno Persa in Alessandro il Grande
- Gino Baghetti in Cleopatra
- Giorgio Capecchi in Gengis Khan il conquistatore
- Sergio Fiorentini in In tre sul Lucky Lady
- Sergio Graziani in Shōgun
- Giancarlo Padoan in Romeo e Giulietta
- Tino Carraro in La tempesta
- Giorgio Gusso in Cimbelino
- Giancarlo Sbragia in Re Lear
- Mario Pisu in El Cid
- Dante Biagioni in Tutto è bene quel che finisce bene (ridoppiaggio)
- Ugo Pagliai in Re Lear (ridoppiaggio)

Da doppiatore è stato sostituito da:
- Sergio Rossi in La collina dei conigli[1]